# Dyrektywy paradoksalne
Dyrektywy paradoksalne – technika psychoterapeutyczna, w której zaleca się pacjentowi podtrzymywanie objawu, namawia do jego utrzymania i powtarzania.
- Przykład: Dziecko, które ma nieokiełznane napady złości, prosi się, aby świadomie i celowo je wywoływało lub zaprezentowało.

Technika ta ma na celu:
- zmniejszenie oporu pacjenta,
- uświadomienie objawu, tak aby był on wykonywany pod świadomą kontrolą, a nie sterowany przez nieświadome czynniki

Technika paradoksalna ma wiele twórczych odmian. Na przykład ludzi, którzy są przekonani, że słyszą głosy wydobywające się z kontaktów, umieszcza się w pokojach, w których rzeczywiście zamontowane są głośniczki w kontaktach i wydobywają się z nich głosy. Wielu chorych w takich warunkach uczy się odróżniać swoje halucynacje (i fantazje) od świata realnego.
Mistrzem stosowania technik paradoksalnych był m.in. Milton Erickson.